# Куру (царство)
Ку́ру (санскр. कुरु, IAST: Kuru) — название индоарийского племени кшатриев и управляемого ими государства, существовавшего в ведийский период в Индии и позднее ставшего одной из Махаджанапад. Царство Куру располагалось в районе современных Харьяны и Дели и было первым политическим центром индоариев после ригведийского периода. Именно здесь началась кодификация и редактирование ведийских текстов.
По мнению большинства учёных, период царства Куру соответствует периоду археологической культуры чёрной и красной керамики (XII—IX века до н. э.). Считается, что именно в это время на Индийском субконтиненте появилось железо, впервые упоминаемое как «чёрный метал» в «Атхарваведе». В той же Веде (XX.127) Парикшита называют «царём Куру». Сын Парикшита, Джанамеджая, упоминается в «Шатапатха-брахмане» и «Айтарея-брахмане». Царство Куру также часто упоминается в поздневедийской литературе.